# Cukrovarnická
Cukrovarnická je ulice v Praze 6, ve čtvrti Střešovice, spodní páteřní komunikace vedoucí východo-západním směrem paralelně se Střešovickou od křižovatky s Patočkovou ulicí po rovině zakončená u Střešovického hřbitova a bloků bytových domů. Ulicí příčně nebo diagonálně prochází několik ulic: ze severu od Ořechovky to jsou Strmá, Slunná, U laboratoře, Východní, Špálova, Na dračkách, Na vyhlídce, Západní, Lomená, náměstí a ulice Na Ořechovce, V průhledu, U podchodu a Za průsekem.

## Historie a název

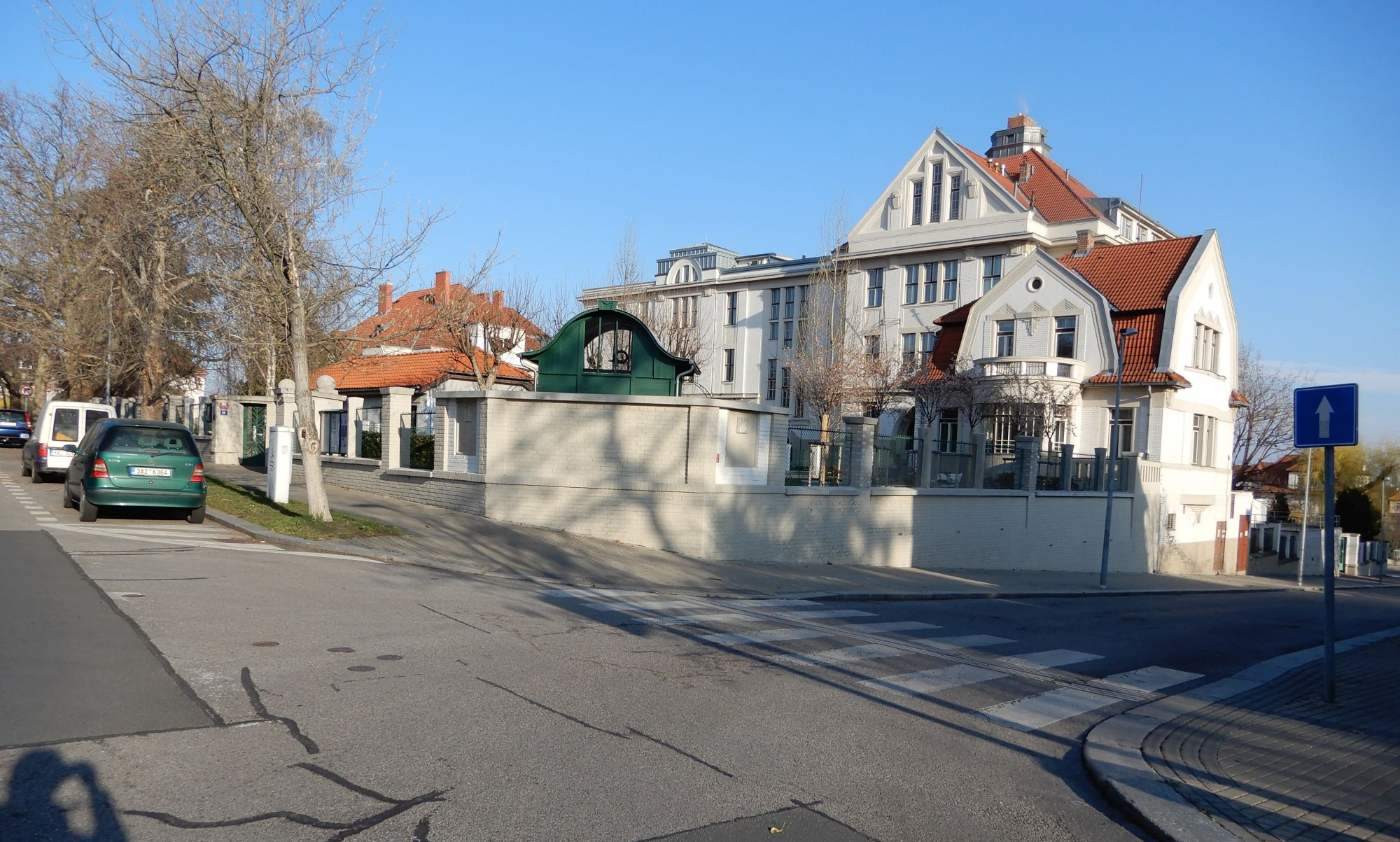
Cukrovarnická čp. 112, Fyzikální ústav AV ČR

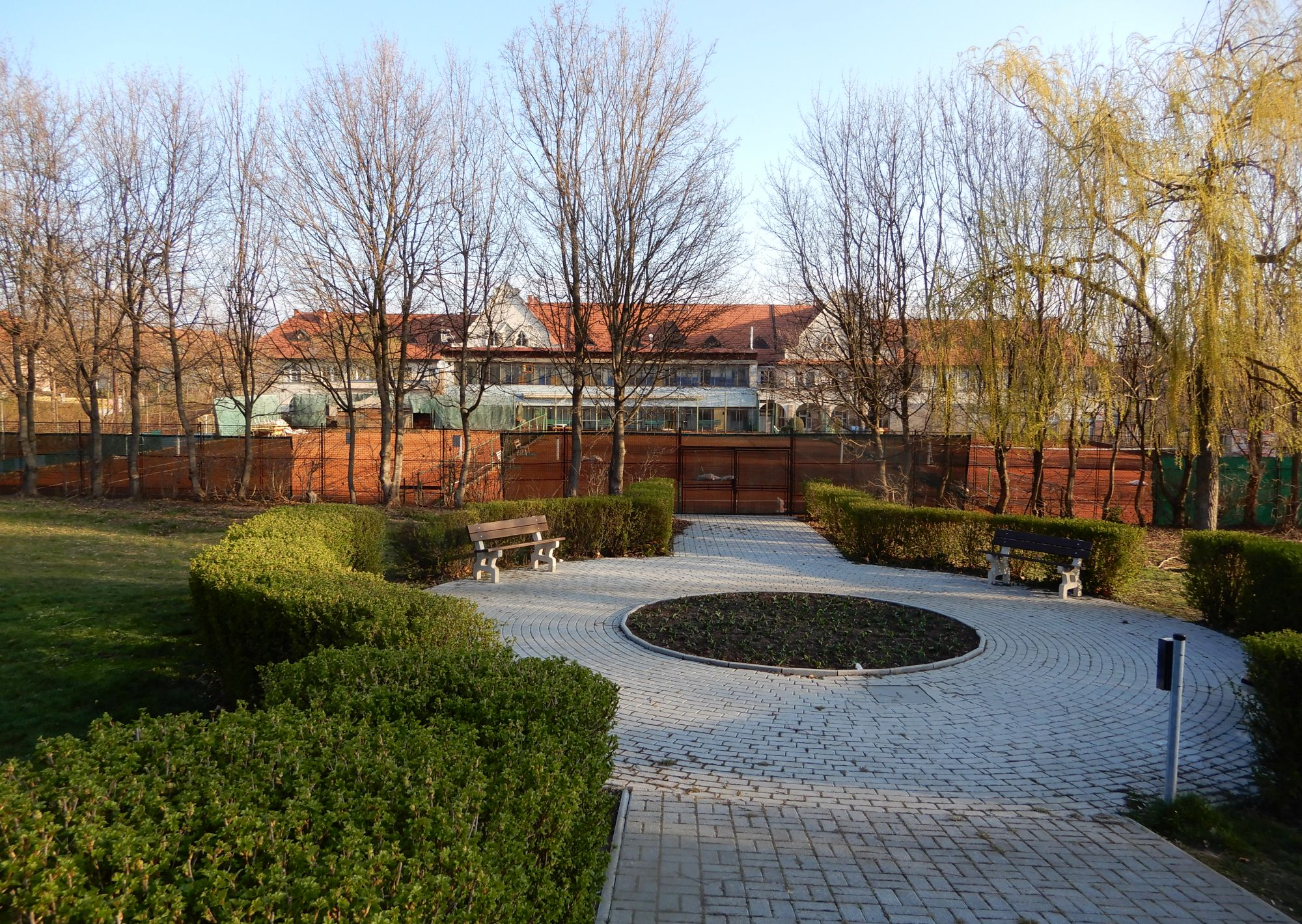
Park Na Ořechovce, pohled z Cukrovarnické ulice

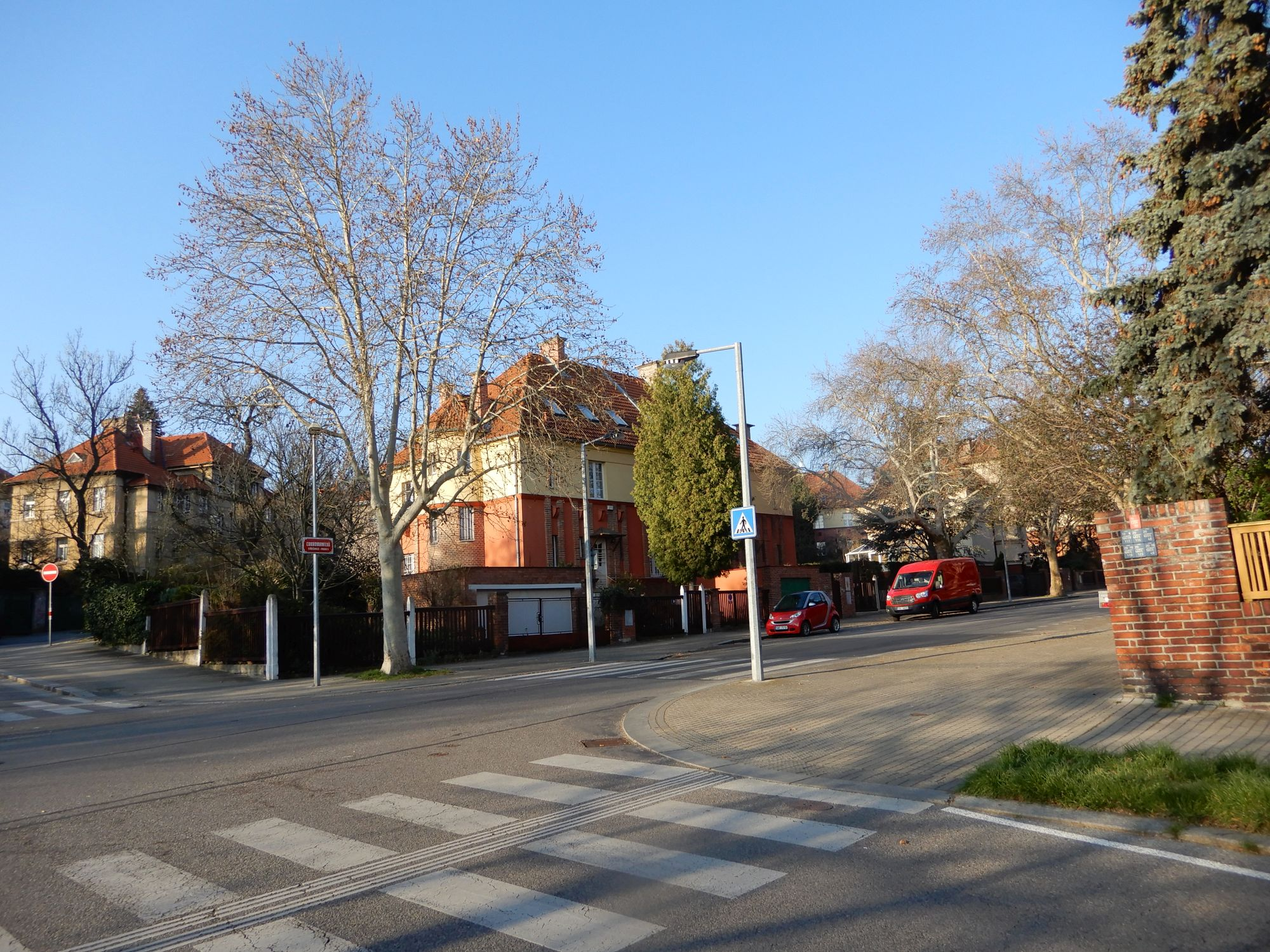
Křižovatka Cukrovarnické se Západní ulicí

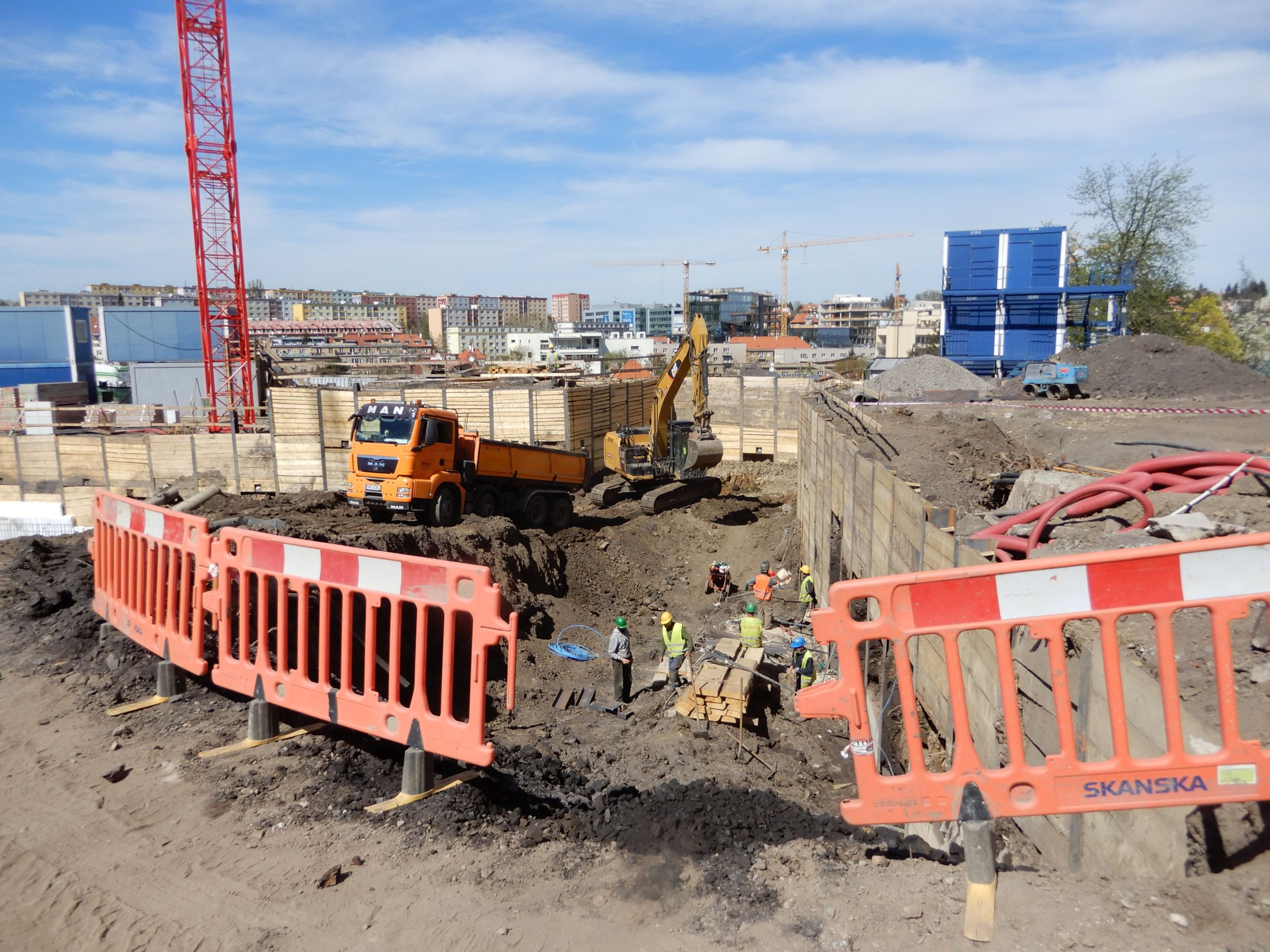
Cukrovarnická ulice ve výstavbě (2020)

Ulice byla trasovaná podle paralelních komunikací, Rakovnické silnice, trati Buštěhradské dráhy a Střešovické silnice. Úředně byla pojmenována roku 1925, neoficiálně již od roku 1923 podle budov Výzkumného ústavu cukrovarnického, do kterého později přesídlila Akademie věd. V letech 1940-1945 byla přejmenována na ulici Albrechta Dürera. Parcelace pro obytné domy po stranách ulice byla vytvořena po připojení vesnice Střešovice k Velké Praze (1922). Zástavba rodinnými domy se zahradami narůstala mezi staršími sídelními útvary, jimiž jsou dodnes Střešovická vozovna, park z části někdejší zahrady Vořechovka, fotbalové hřiště a Střešovický hřbitov postupně během 20. let a 30. let 20. století, do začátku 2. světové války byla dokončena její koncepce zahradního města, jádrem je kolonie Ořechovka.

## Současnost
Osm bloků architektonicky zásadně odlišných pětipodlažních bytových domů s podzemními garážemi byly postaveny mezi roky 2019 až 2024 na západním konci ulice, charakter dosud zahradní čtvrti zcela mění, také vzhledem k těsné blízkosti Střešovického hřbitova.

## Doprava
Ulicí vedou trati dvou linek autobusů MHD.

## Významné objekty
- Střešovická vozovna
- Tenisové kurty a nafukovací hala TJ Tatran Střešovice, při ulici Slunná
- Vila Štikových, Cukrovarnická 1 - majitel František Štika se synem Františkem padli v Květnovém povstání 8.5.1945[2], dcera  Doc. Milada Radová-Štiková (1920-2003) byla později významnou památkářkou a pedagožka FA ČVUT[3]; při rekonstrukci domu a dostavbě druhého objektu po roce 1990 byly odstraněny zahradní altánek a pamětní deska Štikových
- Areál čtyř objektů čp 112, původně Výzkumný ústav cukrovarnický, nyní Fyzikální ústav Akademie věd České republiky, arch. Josef Záruba-Pfeffermann (1920–1923)
- Vila čp. 489, Cukrovarnická 18 (1923–1924)
- Vila čp. 490, Cukrovarnická 20 (1923–1924)
- Vila Vincence Beneše čp. 492, Cukrovarnická 24 (1923–1924)
- Tenisové kurty TJ Tatran Střešovice v parku na Ořechovce
- Vila Cukrovarnická 33. Během prvního ročníku studia na mistrovské škole pražské konzervatoře (1935–36) zde bydlela významná česká skladatelka Vítězslava Kaprálová
- Vila čp. 650, Cukrovarnická 41 (1923–1924) Vila Josefa Svatopluka Machara
- Vila čp. 778, Cukrovarnická 51 (Vila akademického sochaře Břetislava Bendy, architekt a stavitel Josef Kadlec, projekt 1932, realizace 1932-1933)[4]
- Vila čp. 777, Cukrovarnická 53 (Vila prokurátora M. Tomandla, projektant J. Kučera, stavitel Josef Stoklasa, projekt i realizace 1932)[4]
- Vila Cukrovarnická 54 (V průhledu 10-12)
- Chorvatské velvyslanectví, Cukrovarnická 56
- Cukrovarnická 58
- Fotbalový klub SK Střešovice 1911, Cukrovarnická 62[5], areál prošel rekonstrukcí k roku 2011
- Restaurace Střešky, roku 2023 zrušena a přeměněna na kancelářské prostory, (původní restaurace byla dřevěná bouda hostince "U hřiště", po roce 1950 "U Evženy", v letech 1980-2010 "Sprint")
- Střešovický hřbitov

## Galerie

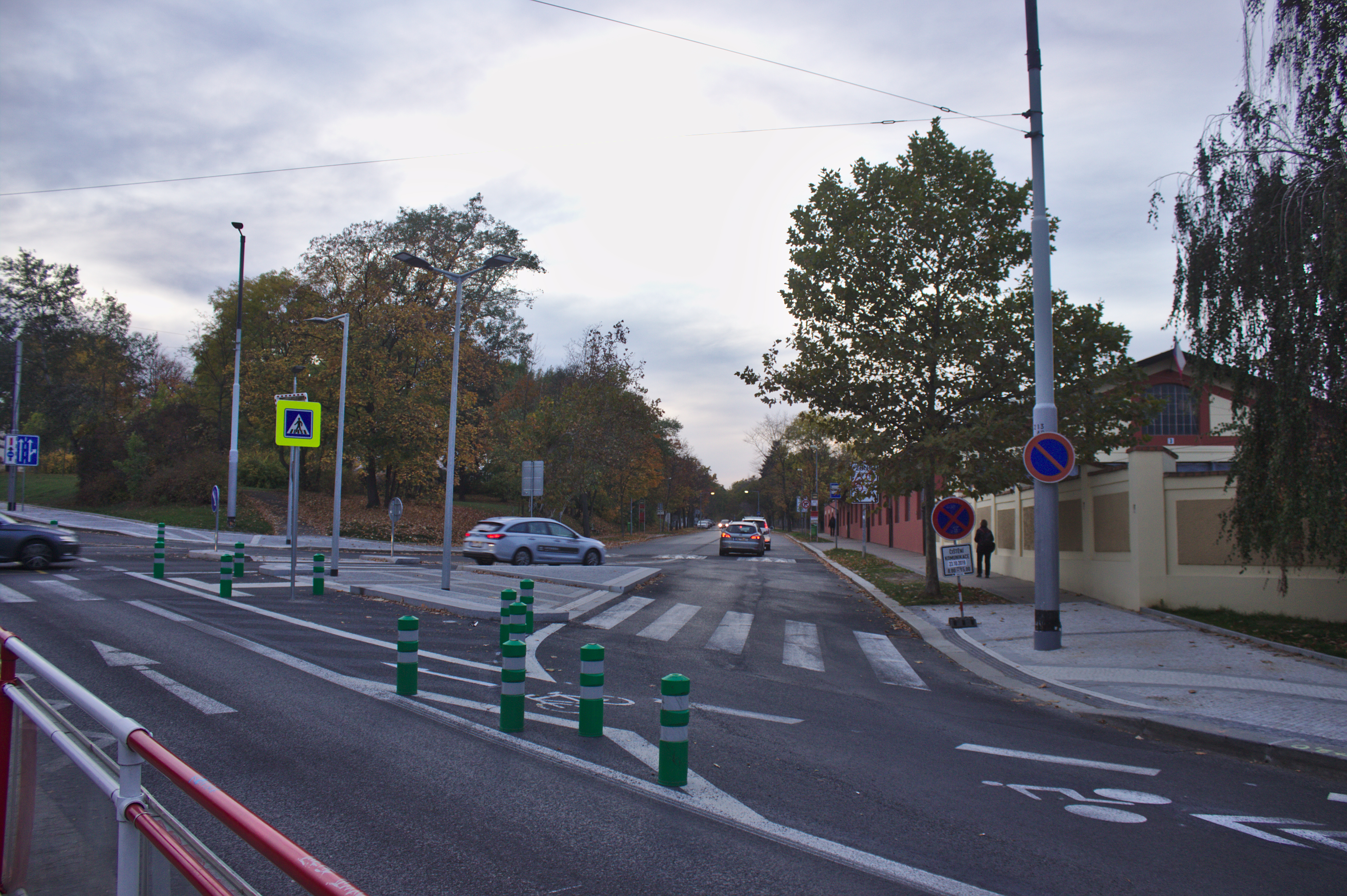
Křižovatka Cukrovarnické a Patočkovy ulice
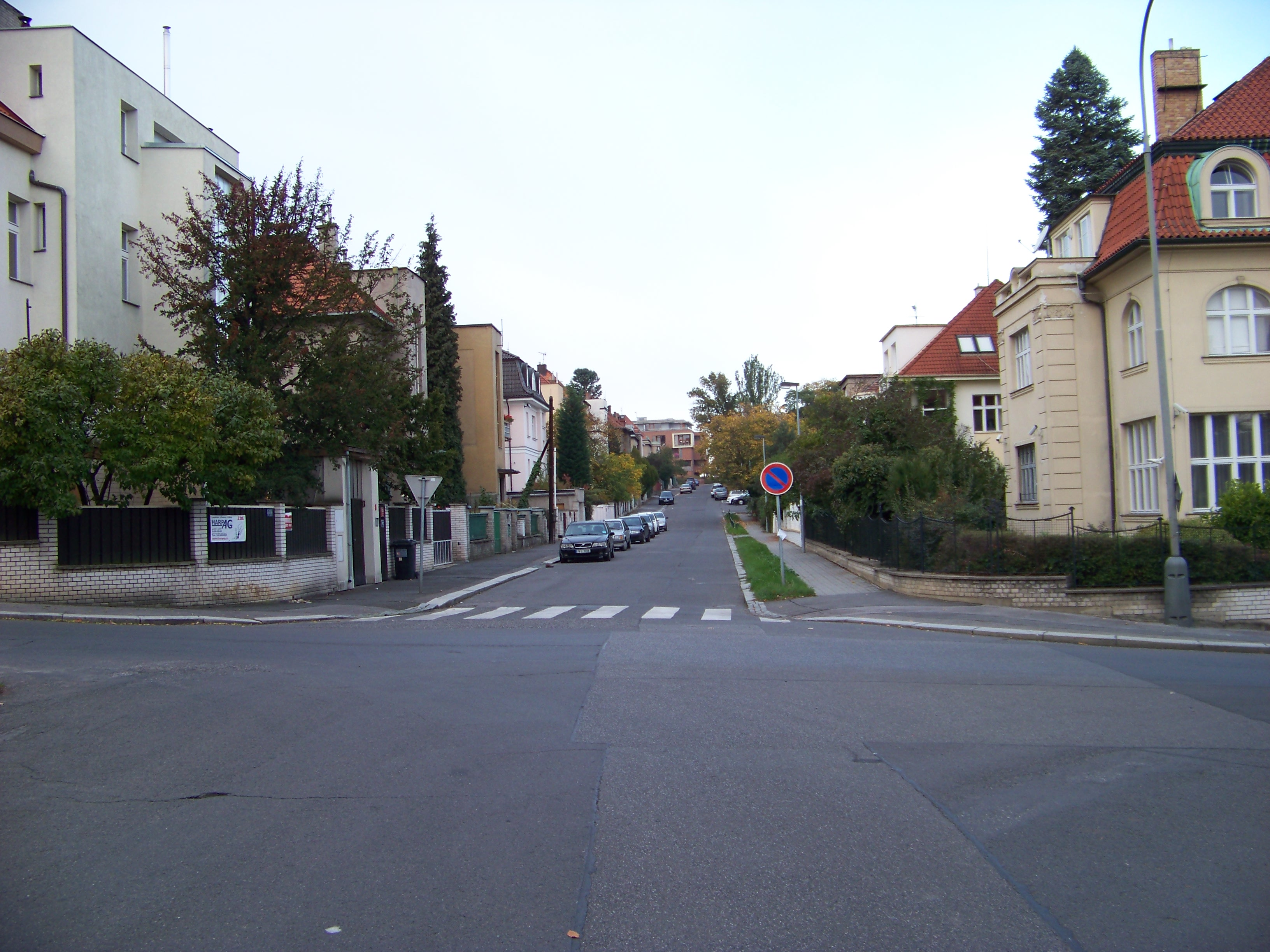
Křižovatka ulic Cukrovarnické a V průhledu
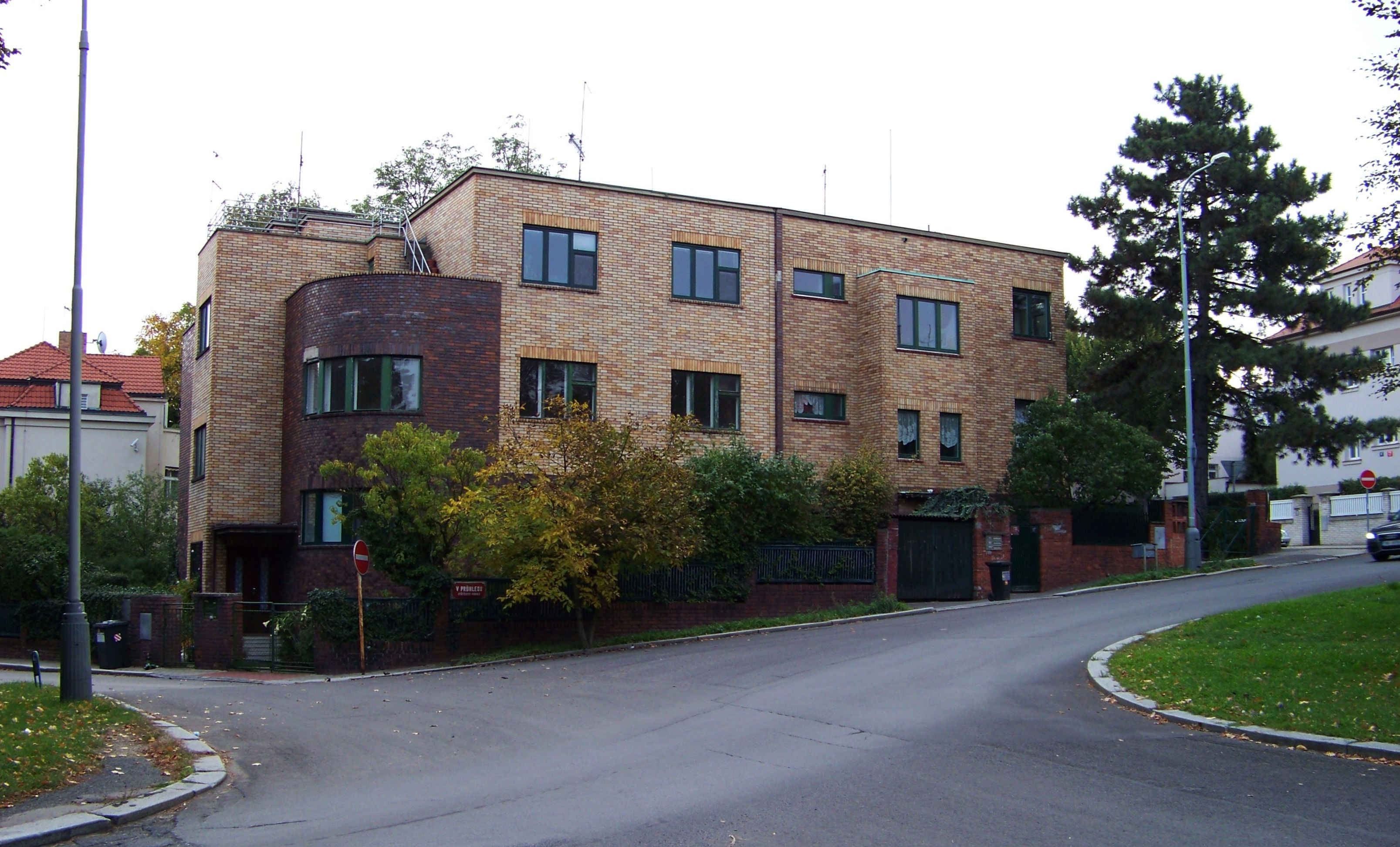
Cukrovarnická 54
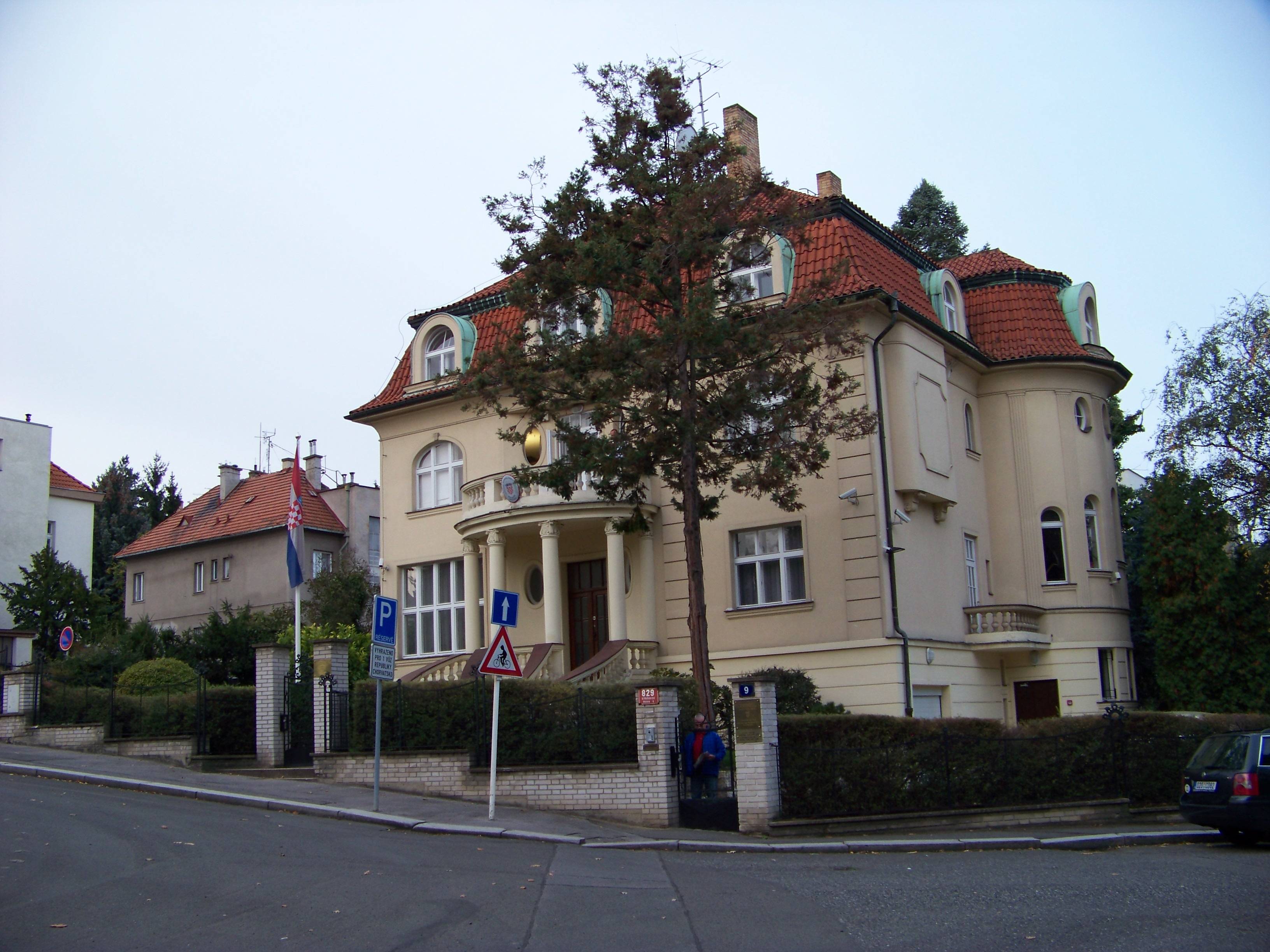
Chorvatské vyslanectví
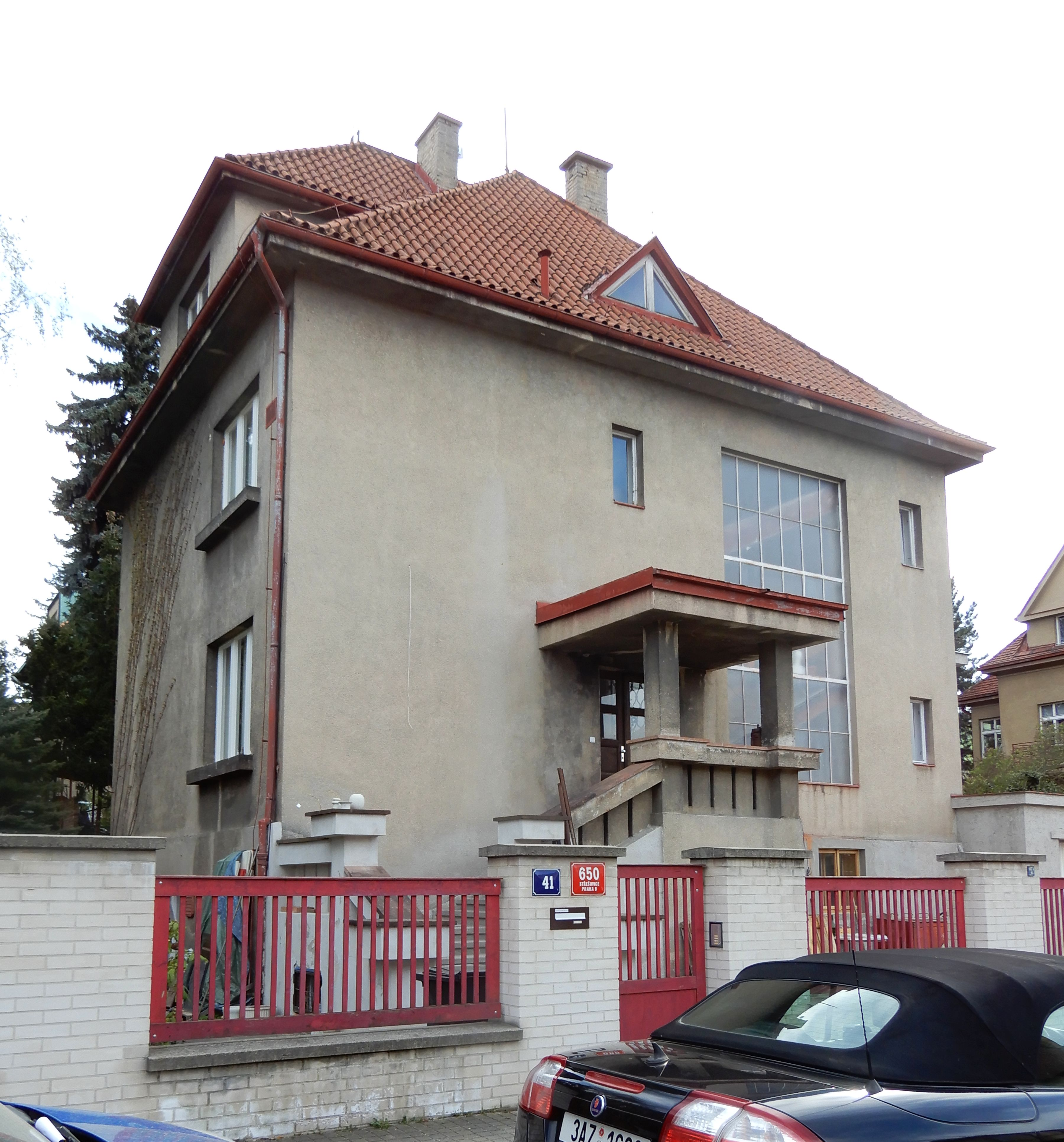
Macharova vila
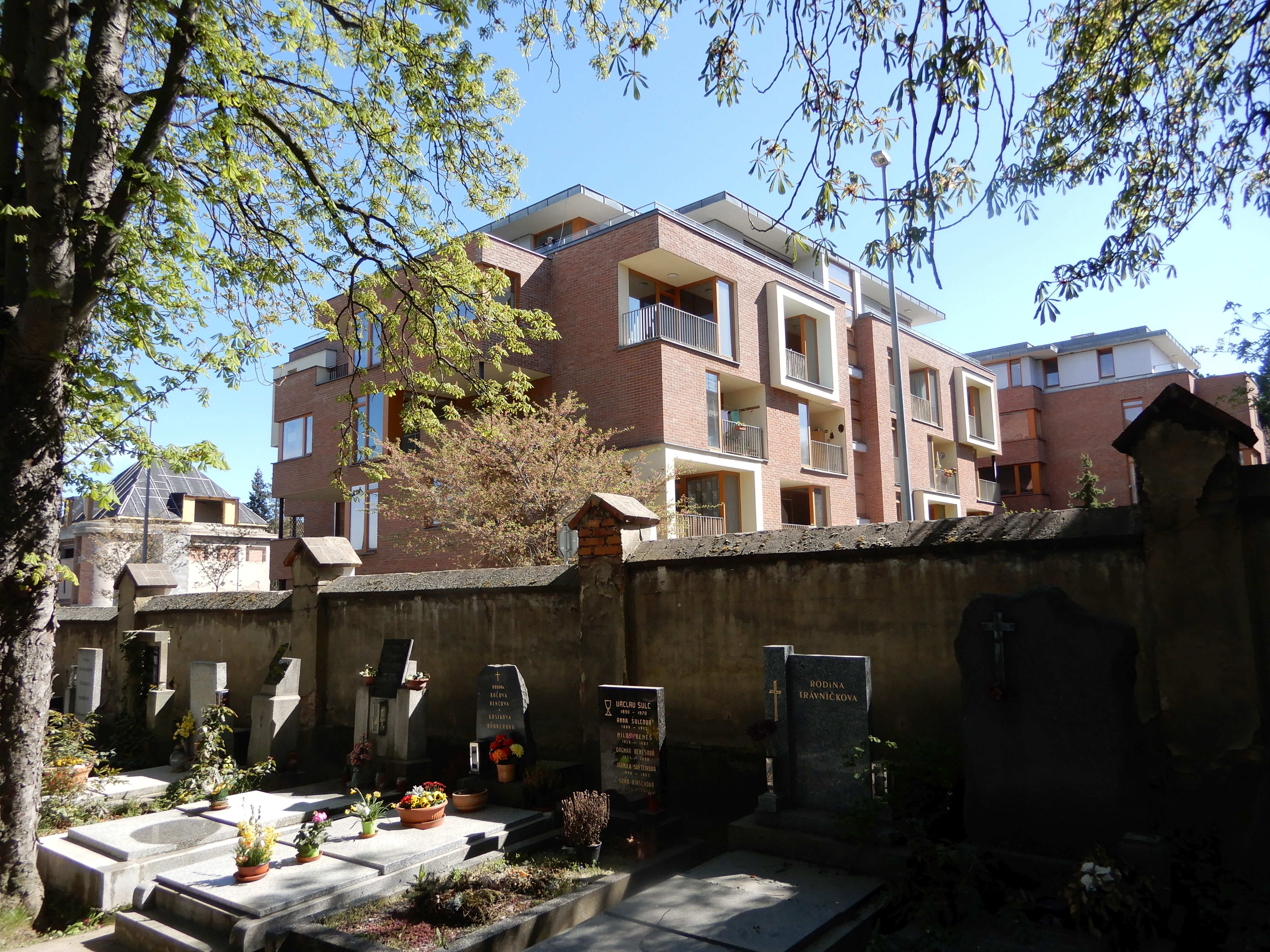
Střešovický hřbitov a Domov důchodců
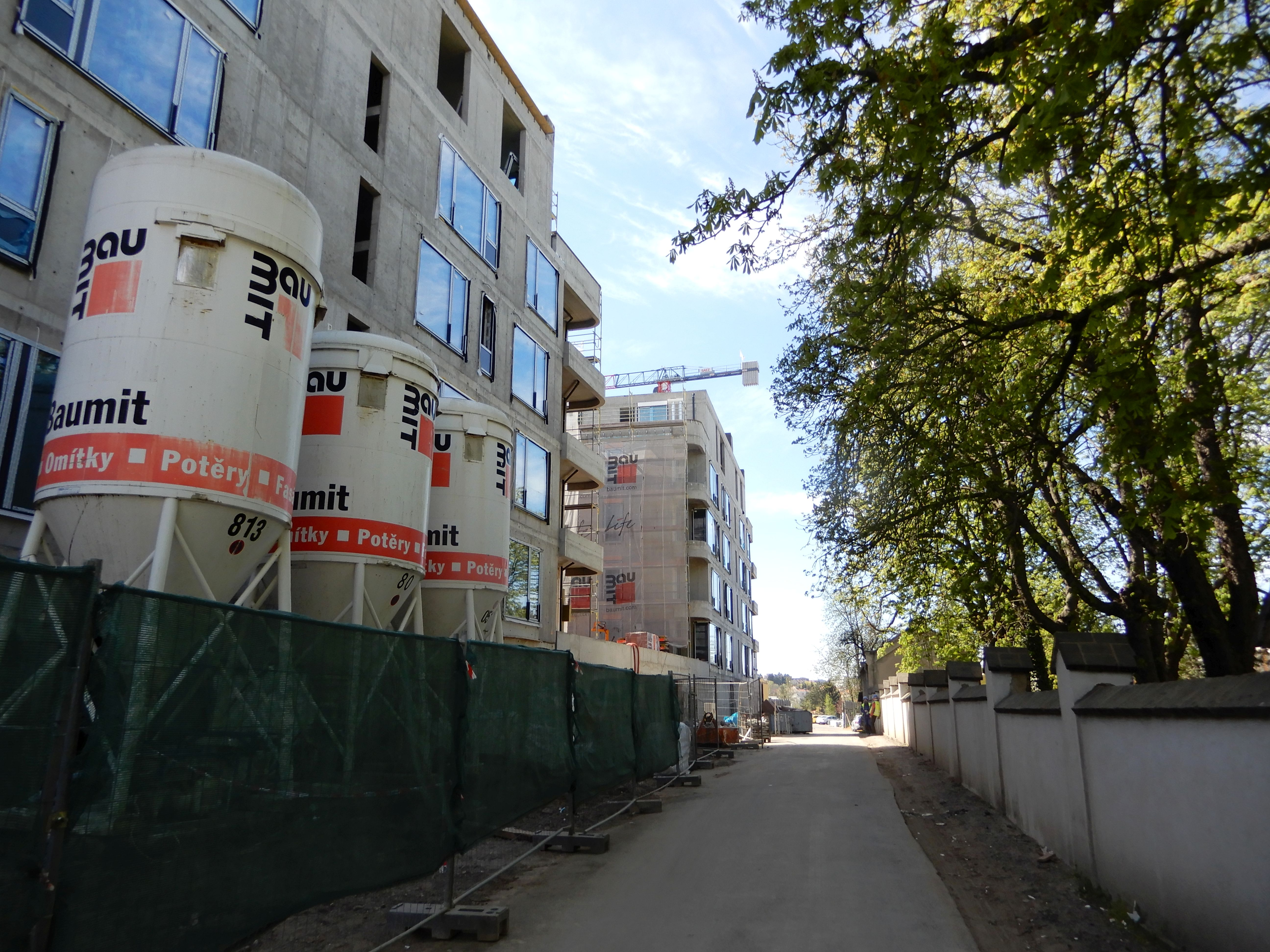
západní konec se hřbitovní zdí